# Страны социалистической ориентации
Стра́ны социалисти́ческой ориента́ции (иногда госуда́рства социалисти́ческой ориента́ции) — термин, принятый в советской публицистике и историографии для обозначения государств, с которыми СССР поддерживал тесные двусторонние связи в сфере политического, экономического, военного, научного, образовательного, культурного и других форм межгосударственного сотрудничества. 
Термин начал употребляться с конца 1960-х годов. Ввод указанного термина в оборот был призван восполнить возникший с интенсификацией процесса деколонизации пробел в определениях субъектов международно-правовых отношений, которые в силу различных обстоятельств не соответствовали определению «социалистические страны», а признание их «капиталистическими» противоречило доктринальным принципам и установкам марксистско-ленинской философии и делало невозможным проведение курса на сотрудничество с ними в необходимом объёме, дискредитировало СССР как на международной арене, так и внутри страны (тема стран социалистической ориентации неоднократно обыгрывалась в творчестве антисоветски настроенных деятелей культуры и искусства). В то же время, называть их «просоветскими режимами» (как это делалось в публицистике и научной литературе капиталистических стран), означало с одной стороны признать таковые как просоветские, каковыми в сущности многие из них и являлись, с другой стороны поставить под вопрос легитимность нахождения этих политических режимов у власти в названных странах, что было немыслимо с точки зрения поддержания дальнейшего сотрудничества с ними. При этом, само употребление данного термина, как в научных, так и в публицистических трудах, позволяло обходить проблемные вопросы построения социализма в отдельных странах, при этом отдельные успехи на этом поприще в других странах преподносились как всеобщая тенденция.

## Вкладываемое значение

Государства с коммунистическим правительством
Государства, которые в СССР считались движущимися к социализму
Другие социалистические государства

Поначалу основную массу бывших колоний и доминионов именовали «освободившиеся страны» (когда ещё было не до конца ясно, каким останется формат их взаимодействия с бывшей метрополией), но с течением времени такая формулировка утрачивала актуальность, а многие из указанных государств собирались наладить или уже наладили тесные связи с СССР, что требовало от советской стороны научно артикулировать и официально закрепить их статус в таковом качестве (как стран-партнёров). Компромиссный вариант «социалистическая ориентация» предполагал, что указанные государства находятся на пути построения социализма (если принимать за эталон по умолчанию ту форму реального социализма, которая исторически сформировалась в Советском Союзе и именовалась развитым социализмом), их политический и социальный строй несёт в себе отдельные признаки социализма, но говорить о текущем этапе исторического развития этих государств, как о социалистическом строительстве, пока ещё преждевременно. При этом, «социалистическая ориентация» того или иного правящего режима могла оцениваться советскими учёными и публицистами сугубо с политических позиций, но никогда не с политэкономических, — экономические аспекты либо обходились стороной, либо вообще не принимались в учёт. В 1970 году эта практика была закреплена Академией наук СССР при помощи тезиса о том, что «характерной особенностью любой формы некапиталистического развития состоит в том, что переход к социализму начинается с политической надстройки, которая впоследствии создаёт условия для изменения структуры социально-экономического базиса». 
За прошедшее с тех пор десятилетие курс внешней политики СССР претерпел существенные изменения и к концу 1970-х годов данный тезис был отвергнут советской наукой, в трудах крупных советских учёных подчёркивалось, что пробел между декларируемыми политическими целями и социально-экономическими реалиями в той или иной стране был непреодолимым препятствием на пути построения социализма. Признание этого обстоятельства как научного факта послужило стимулом для проведения множества научных конференций, фундаментальных исследований и научных публикаций, ставивших перед собой целью смену концептуального наполнения понятия «социалистической ориентации» в выгодных для советского строя формах (при этом, особый акцент на отдельных вопросах реальной экономики стал делаться ещё до указанного поворота). 
Среди советских партийно-государственных деятелей и представителей науки идеологами происходящей смены наполнения понятия «социалистической ориентации» были К. Н. Брутенц, Р. А. Ульяновский, А. А. Громыко и Е. М. Примаков, коллективный труд, редакторами которого они выступали, широко цитировался советскими учёными как аутентичное толкование понятия «социалистической ориентации». Помимо прочего, там недвусмысленно утверждалось, что «социалистическая ориентация» — это прогрессивная форма государственной политики, но при этом, она никоим образом не может отождествляться с подлинным социалистическим строительством, в наилучшем случае она выступает лишь указателем в направлении социализма, первым шагом на пути к нему, и по определению является подготовительным, досоциалистическим этапом становления государственности той или иной страны. 
Для исключения возможности обращения в научной полемике к истории становления социализма в самих советских республиках и отношений в системе «центр—окраины», в историческом контексте были разграничены страны социалистической ориентации 1920-х и 1930-х годов, к тому времени либо уже вошедшие в состав СССР (под ними подразумевались среднеазиатские социалистические республики в период становления там советской власти), либо являвшиеся его неизменными сателлитами на протяжении десятилетий (МНР), и страны социалистической ориентации современности, которым перспектива становления советской власти была недоступна по объективным причинам, географического, экономического и политического характера. 
Более того, сам выбор «социалистической ориентации» на том или ином этапе исторического развития отныне рассматривался как обратимый процесс. Указанные тенденции стали ещё более очевидными к началу 1980-х годов и наконец получили государственную оценку в период пребывания у власти Ю. В. Андропова. 
В итоге проблема была списана на особенности классообразования указанных стран, как одно из непреодолимых препятствий на пути построения социализма.

## Критерии
Основные критерии, по которым можно было судить о том, относилось ли то или иное государство к социалистическим странам или странам социалистической ориентации, следующие:
| Критерий оценки                                                                 | Социалистическая страна                                      | Страна социалистической ориентации |
| ------------------------------------------------------------------------------- | ------------------------------------------------------------ | --- |
| Форма правления                                                                 | коллегиальная                                                | коллегиальная, единоличная или смешанная |
| Государственный строй                                                           | республиканский                                              | республиканский, монархический или иной |
| Политический режим                                                              | демократический                                              | демократический, революционно-демократический или иной |
| Субъект верховной власти                                                        | организация                                                  | организация, группа лиц или отдельное лицо |
| Правящая организация                                                            | национальная (или интернациональная) социалистическая партия | политическая партия (Индонезия — ПКИ), фракция политической партии (Афганистан — Хальк), политическое движение (Никарагуа — сандинисты, Гренада — ДЖУЭЛ), религиозное движение (Ливан — Хезболла), религиозная группа (Сирия — алавиты), военно-политическая организация (Вьетнам — Вьетминь), военная хунта (Египет, Ирак, Судан — «свободные офицеры»), этническая группа (Гана — нзима), кровно-родственная община (Ливия — каддафа), варна (Индия — брахманы) или иная организационная форма |
| Соотношение классовых сил во власти (социальная природа государственной власти) | бесклассовый характер                                        | сильны позиции феодалов и помещиков (Бирма, Сирия, Ирак, Алжир), бюрократической буржуазии и родо-племенной знати (Гвинея, Танзания), военных (Египет, Сирия, Ирак), иностранной буржуазии (Алжир, Танзания, Сирия, НДРЙ, Ирак и др.) |
| Формы организации трудящихся                                                    | партийно-профсоюзные организации                             | комитеты производственных единиц (Гвинея), «ассамблеи трудящихся» (Алжир), «комитеты развития» (Танзания), «действия сельского обновления» (Народная Республика Конго), движения «добровольного труда» (Бирма, Алжир), движения «самопомощи» (Танзания), «добровольной бесплатной работы» и др. |
| Институционализация власти                                                      | превалирующая роль институтов государственной власти         | превалирующая роль ряда традиционных общественных институтов и учреждений: родоплеменная демократия, деревенские и религиозные общины, национально-этнические организации, советы старейшин и т. п. |
| Способ перехода к прогрессивному пути развития                                  | социалистическая революция                                   | национально-освободительная революция (Ангола, Мозамбик), национально-демократическая революция (Гвинея, Танзания), государственный переворот, военный переворот (Ирак, Ливия, Сирия, Бирма) |

Объединяющим началом для социалистических стран и стран социалистической ориентации была концепция «диктатуры пролетариата».

## Специфика употребления
В целом, формулировка была довольно расплывчатой, что позволяло употреблять её в отношении только тех государств, которые поддерживали сотрудничество с СССР, и не употреблять её в отношении государств-сателлитов развитых капиталистических стран. Те из стран социалистической ориентации, где в силу произошедшей смены правящей верхушки произошла смена внешнеполитического курса на союз с Китаем, либо с капиталистическими странами, практически сразу же выпадали из данной категории, но могли вернуться обратно после очередной переориентации внешнеполитического курса на восстановление связей с СССР. При этом, с течением времени и постепенным переходом от послевоенного периода советской истории и начального этапа периода застоя (1960-е) к позднесоветскому времени (1980-е), перечень критериев, по которым гипотетически можно было идентифицировать ту или иную страну, как страну социалистической ориентации, становился всё более и более размытым. Среди стран-партнёров СССР на международной арене, относимых западными политологами к «радикальным» или «экстремистским» режимам (то есть, с военно-полицейской диктатурой у власти), наблюдалось всё меньше соответствия фундаментальным постулатам марксистско-ленинской философии, при этом на объёмах сотрудничества этих стран с СССР в количественном аспекте это обстоятельство не отражалось.
Существование стран социалистической ориентации, по логике вещей (в порядке обратной гипотезы), предполагало наличие стран капиталистической ориентации, — такое выражение так же употреблялось в научной полемике (как правило, применительно к ближневосточным монархиям, иначе называемым «нефтяными», и некоторым странам Тропической Африки), но частота его употребления была весьма невелика. Поэтому, выпавшие из категории стран социалистической ориентации попадали в категорию «реакционных режимов», «антинародных режимов» и т. п. Причём, если на заре сотрудничества, от стран социалистической ориентации требовались такие шаги, как проведение национализации и других форм отчуждения иностранной собственности в пользу государства, вкупе с устранением местных капиталистических и феодальных пережитков, то ко второй половине 1980-х на повестку дня в научной среде вышли вопросы о важной роли иностранных инвестиций в деле становления экономики стран социалистической ориентации, создания благоприятных условий (инвестиционного климата) для привлечения в страну иностранного капитала, увеличения количества занятого населения на предприятиях с иностранными инвестициями и удовлетворения потребительских нужд населения, учреждение совместных предприятий с частно-государственной формой собственности, и другие вопросы, само обсуждение которых в таких формулировках было немыслимо ранее. Подавалось это под предлогом необходимости считаться с историко-культурными предпосылками той или иной страны, местными традициями ведения хозяйства. Постепенно, акцент стал смещаться от мелких собственников к крупному бизнесу, оправдывая его присутствие в экономике стран социалистической ориентации.
Близким по значению было выражение «некапиталистическое развитие» (соответственно, «некапиталистические страны» или более пространно «страны, идущие по некапиталистическому пути развития»), ограниченно употреблявшееся в СССР и на Западе с конца 1960-х — начала 1970-х годов, исходно применительно к Египту времён правления Насера, проводившего дружественный по отношению к СССР курс внешней политики, — но его употребление в научной литературе так же было на грани дозволенного, поскольку вышеупомянутая марксистско-ленинская философия и основанная на ней советская идеология предполагали наличие только капиталистического и противостоящего ему социалистического лагерей, обсуждение гипотетически возможного третьего пути долгое время было табу в научной полемике (поскольку непременно касалось вопросов социализма в Китае и Югославии, существования движения неприсоединения и тому подобных вопросов и тем, само обсуждение которых не допускалось органами управления советской наукой). 
Кроме него пользовалось популярностью выражение «прогрессивные режимы», но в отличие от перечисленных, выражение «страны социалистической ориентации» употреблялось не только в науке и публицистике, но и в официальной правительственной документации.
На Западе выражение в дословном переводе (англ. socialist orientation, нем. sozialistische Orientierung, фр. orientation socialiste и др.) употреблялось только писателями-социалистами и деятелями левого толка, а также в переводных работах с русского языка.

## Выход из употребления
Поскольку выражение было введено в оборот безо всяких нормативных документов, которые бы регламентировали его употребление, прекращение его употребления  официально не регламентировалось и происходило подспудно. Тенденция к отказу от широкого употребления данного выражения в советских академических изданиях наметилась уже с середины 1980-х годов и происходила одновременно с интенсификацией двусторонних связей СССР с капиталистическими странами. В противовес ему поначалу наметилась тенденция к своеобразной регионализации научной терминологии применительно к названным странам, вместо отождествления с социалистическим путём развития их стали относить к определённым мега- и макрорегионам, — «арабские страны», «африканские страны», «азиатские страны», «латиноамериканские страны», «карибские страны» и тому подобные выражения, благодаря которым само слово «социализм» и производные от него (в частности, прилагательное «социалистический») исчезли из научного дискурса и перестали быть главным предметом научной полемики. Анализ программных речей советских лидеров и официальных заявлений советского правительства ко Дню международной солидарности трудящихся за период с 1984 по 1987 гг., проведённый сотрудницей Института им. Гарримана Колумбийского университета Элизабет Кридл Валкенир, показал, что к середине 1980-х годов страны социалистической ориентации вообще перестали в них упоминаться, что не могло не отразиться на употреблении данного выражения в научной полемике.

## Страны
- Союз Советских Социалистических Республик
- Монгольская Народная Республика
- Германская Демократическая Республика
- Польская Народная Республика
- Чехословацкая Социалистическая Республика
- Венгерская Народная Республика
- Социалистическая Республика Румыния
- Народная Республика Болгария
- Социалистическая Федеративная Республика Югославия
- Народная Социалистическая Республика Албания
- Китайская Народная Республика
- Корейская Народно-Демократическая Республика
- Лаосская Народно-Демократическая Республика
- Народная Республика Кампучия
- Социалистическая Республика Вьетнам
- Демократическая Республика Афганистан
- Республика Ирак
- Сирийская Арабская Республика
- Народная Демократическая Республика Йемен
- Социалистическая Республика Союз Бирма
- Народная Республика Бангладеш
- Республика Индия
- Народная Республика Бенин
- Великая Социалистическая Народная Ливийская Арабская Джамахирия
- Народная Республика Мозамбик
- Демократическая Республика Мадагаскар
- Алжирская Народная Демократическая Республика
- Республика Египет
- Республика Гвинея
- Демократическая Республика Сомали
- Республика Мали
- Народная Республика Ангола
- Республика Островов Зелёного Мыса
- Республика Сейшелы
- Народно-Демократическая Республика Эфиопия
- Демократическая Республика Судан
- Объединённая Республика Танзания
- Республика Гана
- Республика Гвинея-Бисау
- Народная Республика Конго
- Республика Куба
- Кооперативная Республика Гайана
- Республика Никарагуа
- Народно-Революционное Правительство Гренады
- Объединённая Арабская Республика
- Демократическая Социалистическая Республика Шри-Ланка
- Буркина-Фасо
- Демократическая Республика Сан-Томе и Принсипи
- Зимбабве